# Идеи к чистой феноменологии и феноменологической философии
«Идеи к чистой феноменологии и феноменологической философии» (нем. Ideen zu einer reinen Phänomenologie und phänomenologischen Philosophie, 1913), или «Идеи I», — философский трактат Э. Гуссерля, наиболее полное и последовательное изложение основ его феноменологического учения.
Полное название книги — «Идеи к чистой феноменологии и феноменологической философии. Книга первая. Общее введение в чистую феноменологию»; она также часто упоминается под названием «Идеи I».
Книга была впервые опубликована в 1913 году, в первом номере «Ежегодника по философии и феноменологическим исследованиям» и одновременно отдельным изданием в издательстве Макса Нимейера.
Гуссерлем были задуманы и готовились ещё две книги «Идей», «Идеи II» даже были дважды подготовлены к печати ассистентами Гуссерля, но обе эти редакции не удовлетворили Гуссерля; «Идеи II» и «Идеи III» были опубликованы лишь посмертно, в «Гуссерлиане». Они известны значительно меньше, чем «Идеи I».
Хотя «Идеи I» вызревали у Гуссерля в течение более десятилетия, сам текст был написан, по его собственным словам, «в течение 6 недель, без набросков, которые послужили бы основой, словно бы в трансе».
Первый перевод книги — на английский язык — был выполнен в 1931 году.
Часть учеников Гуссерля расценила его новые концепции, сформулированные в книге, как отход от принципов, высказанных им ранее в «Логических исследованиях». Роман Ингарден вспоминал о впечатлении, произведённом выходом «Идей I»: «На семинаре 1913/1914 гг. мы читали их вместе с Гуссерлем и слушали его комментарии к этой книге. И там, на семинаре, возникло определенное удивление. Это было не то, что мы ожидали. Вдруг мы читаем такие положения: „Если мы вычеркиваем чистое сознание, то мы вычеркиваем мир“ (!); „Если нет чистого сознания, то нет и мира“ (!). Гуссерль многие годы учил нас: назад, к вещам, к конкретному, не к абстрактному, не к теориям и т. д.! Ближе к конкретному! — таков был лозунг». Вместо этого в «Идеях I» разворачивается учение о трансцендентальной редукции, выводящей к чистому сознанию и чистому Я.
Основное содержание «Идей I» составляют:
1. Понятия сущности и созерцания сущности (идеации), в том числе описание материальных и формальных, самостоятельных и несамостоятельных сущностей.
2. Понятие феноменологии как науки о раскрываемом в непосредственном созерцании (идеации) априори, занимающейся его дескриптивным познанием в трансцендентально чистом сознании (то есть в модусе трансцендентальной редукции).
3. Учение о естественной установке и её выключении — феноменологической эпохе́; и о феноменологических редукциях — эйдетической и трансцендентальной.
4. Понятие интенциональности; учение об интенциональной природе сознания, интенциональных и неинтенциональных переживаниях. Представление о рефлексии, вскрывающей интенциональную природу содержаний сознания.
5. Учение об интенциональной структуре сознания — ноэзисе и ноэме. В частности, рассматриваются основополагающие для феноменологии характеристики (способы полагания) переживаний сознания: восприятие, фантазия, модус нейтральности.